# Leptotarsus vulpinus
Leptotarsus vulpinus är en tvåvingeart som först beskrevs av Frederick Wollaston Hutton 1881.  Leptotarsus vulpinus ingår i släktet Leptotarsus och familjen storharkrankar. Inga underarter finns listade i Catalogue of Life.